# Mascha Kaléko
Mascha Kaléko, rodným jménem Golda Malka Aufen (7. června 1907 Chrzanów, Halič, Rakousko-Uhersko, dnešní Polsko – 21. ledna 1975 Curych) byla německy píšící básnířkou židovského původu.

## Život

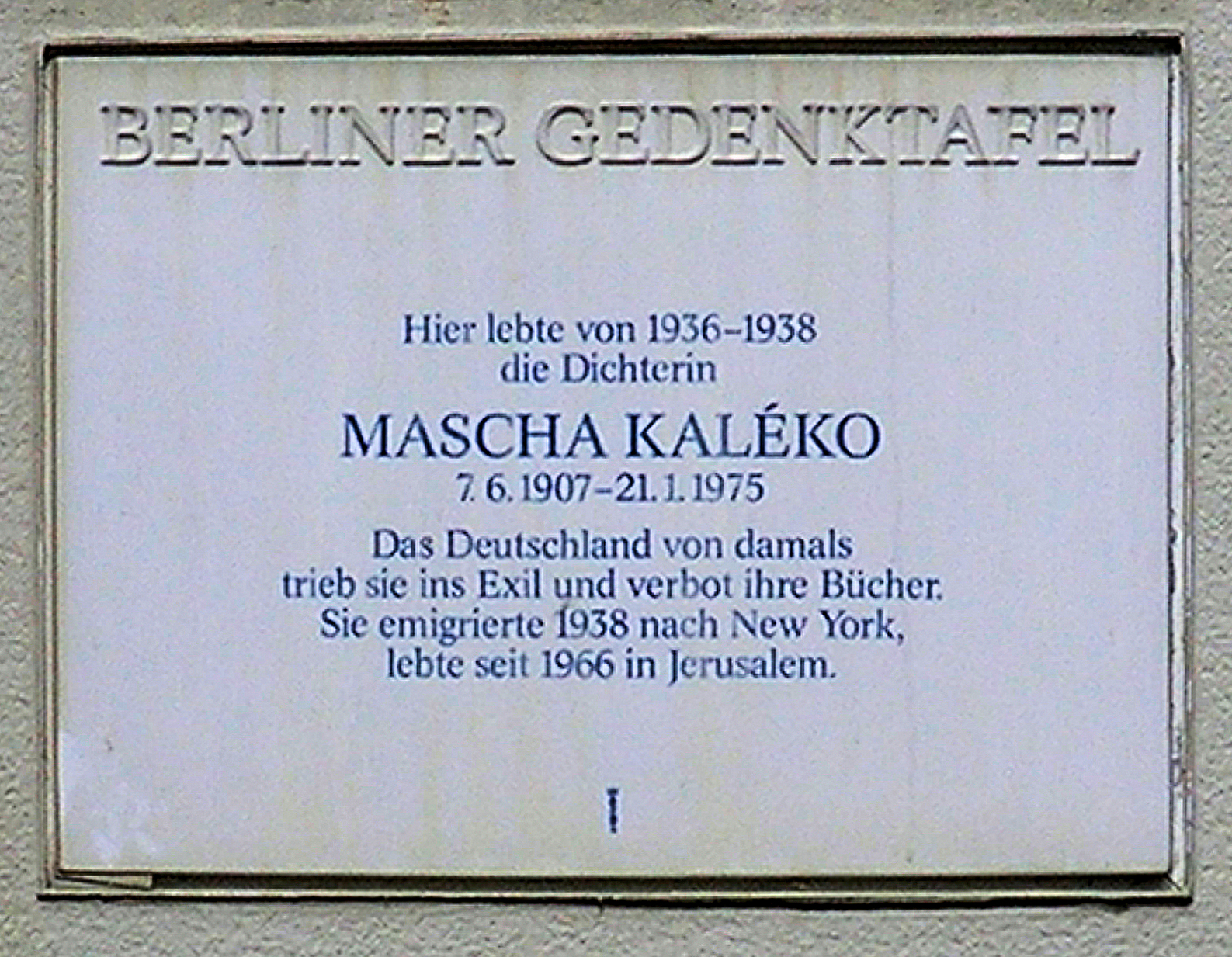
Pamětní deska Maschy Kaléko (Bleibtreustraße 10-11, Berlin-Charlottenburg, Německo)

Mascha Kaléko, narozená jako Golda Malka Aufen, se narodila jako nemanželské dítě obchodníka rusko-židovského původu Fischela Engela a jeho pozdější manželky rakousko-židovského původu Rozalie Chajy Reisel Aufen. Na počátku první světové války, v roce 1914, rodina přesídlila do Německa, aby se uchránila pogromů. Její otec zde byl vzhledem ke svému ruskému občanství internován jakožto nepřátelský cizinec. Rodina žila v Marburgu, poté v Berlíně. V Berlíně Mascha dospívala. Přestože ve škole dobře prospívala a chtěla studovat, její otec byl toho názoru, že děvčata žádné studium nepotřebují. Teprve roku 1922 byli rodiče oddáni a Mascha přijala jméno Engel.
Roku 1925 se Mascha vyučila sekretářkou v kanceláři Dělnického zaopatřovatelského úřadu židovských organizací Německa. Kromě toho navštěvovala večerní kurzy filosofie a psychologie, na Lessingově vysoké škole a na dnešní Humboldtově univerzitě. Dne 31. července 1928 se vdala za téměř o deset let staršího učitele hebrejštiny Saul Aaron Kaléko. Koncem dvacátých let byla součástí berlínské umělecké avantgardy, která se sdružovala kolem kavárny Romanisches Café. V té době se přátelila např. s básníky Else Lasker-Schülerovou nebo Joachimem Ringelnatzem. Roku 1933 jí vyšla první sbírka Sešit s lyrickým těsnopisem, o níž Martin Heidegger později napsal: „Váš sešit se stenogramem ukazuje, že víte všechno, co je smrtelníkovi dáno vědět.“ Sbírka se dobře prodávala. V květnu 1933 dokonce nebyla obětí národně-socialistického pálení knih v Německu, neboť nacisté zatím nevěděli, že Mascha Kaléko má židovské kořeny. Roku 1934 vyšla "Malá čítanka pro dospělé". Od roku 1930 se věnovala práci pro rozhlas a kabaret Küka, dále Künstlerkabarett. Její texty se natáčely v interpretaci známých hereček. V prosinci 1936 se narodil syn Evjatar Alexander Michael v Berlíně (v emigraci si jméno změnil na Steven). Jeho otcem byl dirigent a hudební vědec polského původu Chemjo Vinaver. Roku 1938 se Mascha rozvedla a šest dnů na to se vdala za otce svého syna. Své příjmení Kaléko jakožto umělecké jméno si však Mascha ponechala.
V září roku 1938 rodina emigrovala do Spojených států amerických. Její manžel v Americe nemohl najít žádnou práci, Mascha rodinu živila psaním reklamních sloganů a také dětských básniček. O rok později zveřejnila básnické texty v židovském exilovém časopise Aufbau. Roku 1944 rodina získala americké občanství. Po válce Kaléko opět oslovila své publikum tím, že byl v Německu znovu vydán Sešit s lyrickým těsnopisem (1956). 1960 jí měla být udělena Fontaneho cena, Kaléko ji však odmítla vzhledem k tomu, že jeden z porotců, Hans Egon Holtusen, působil v jednotkách SS. Ve stejném roce Kaléko s rodinou na přání svého muže emigrovala do Jeruzaléma. Kvůli jazykové i kulturní izolaci však nežila šťastně, byla osamělá a zklamaná. Roku 1968 zemřel její hudebně nadaný syn v New Yorku a o pět let později (1973) pak i její manžel. Teprve poslední rok svého života Mascha opět našla sílu na to věnovat se básnické tvorbě. V básních zpracovala ztrátu syna a manžela. Na podzim 1974 Mascha jela naposledy do Berlína, kde měla i přednášku. Chtěla si v Berlíně pořídit malý byt a žít v Německu častěji, protože ji s tímto městem pojily vzpomínky na šťastná mladá léta. Cestou zpátky do Jeruzaléma pobývala ještě v Curychu, kde 21. ledna 1975 zemřela na rakovinu žaludku, jen 14 měsíců po smrti svého muže. Její hrob se nachází na Židovském hřbitově v curyšské čtvrti Friesenberg.
Její básně se vyznačují něžnou ironií a melancholičností, bývají nazývané Großstadtlyrik čili „lyrika velkoměsta“. Jako jediná známá básnířka ženského pohlaví náležící tzv. nové věcnosti (Neue Sachlichkeit) bývá srovnávána se svými mužskými kolegy, bývá proto nazývána „Ringelnatz v sukni“ nebo „Kästner v sukni“. Její básně nazývané Montagsgedichte neboli „pondělkové básně“ svojí strohostí a přímostí. Její básně byly mimo jiné zhudebněny jako šansony.

## Dílo
Za jejího života vyšlo následující:
- Das lyrische Stenogrammheft. Verse vom Alltag. Rowohlt, Berlin 1933.
- Kleines Lesebuch für Große. Gereimtes und Ungereimtes. Rowohlt, Berlin 1935.
  - In einem Band: Das lyrische Stenogrammheft. Kleines Lesebuch für Große. Rowohlt Taschenbuch (rororo 175), Reinbek 1956 (28. A. 2004), ISBN 978-3-499-11784-8.
- Verse für Zeitgenossen. Schoenhof Verlag, Cambridge (Mass.) 1945.
  - Rowohlt Taschenbuch, Reinbek 1958 (19. A. 2004), ISBN 978-3-499-14659-6 (Großdruck-Ausgabe: ISBN 978-3-499-33247-0).
- Der Papagei, die Mamagei und andere komische Tiere. Ein Versbuch für verspielte Kinder sämtlicher Jahrgänge. Fackelträger-Verlag, Hannover 1961.
- Verse in Dur und Moll, Walter Verlag (Collection Känguruh), Olten/Freiburg 1967.
- Das himmelgraue Poesiealbum der Mascha Kaléko. Blanvalet, Berlin 1968.
- Wie’s auf dem Mond zugeht und andere Verse. Blanvalet, Berlin 1971.
  - Mit Illustrationen von Verena Ballhaus. Boje, Köln 2010, ISBN 978-3-414-82224-6.
- Hat alles seine zwei Schattenseiten. Sinn- & Unsinngedichte. Eremiten-Presse (Broschur 46), Düsseldorf 1973.

Posmrtně bylo vydáno:
- Feine Pflänzchen. Rosen, Tulpen, Nelken und nahrhaftere Gewächse. Eremiten-Presse (Broschur 68), Düsseldorf 1976.
- Der Gott der kleinen Webfehler. Spaziergänge durch New Yorks Lower Eastside und Greenwich Village. Eremiten-Presse (Broschur 75), Düsseldorf 1977.
- In meinen Träumen läutet es Sturm. Gedichte und Epigramme aus dem Nachlaß. Deutscher Taschenbuchverlag (dtv 1294), München 1977, ISBN 3-423-01294-3.
- Horoskop gefällig? Verse in Dur und Moll. Eulenspiegel-Verlag, Berlin 1977.
- Heute ist morgen schon gestern. Gedichte aus dem Nachlass. Arani Verlag, Berlin 1980.
- Tag- und Nacht-Notizen. Eremiten-Presse (Broschur 105), Düsseldorf 1981.
- Ich bin von anno dazumal. Chansons, Lieder, Gedichte. Arani Verlag, Berlin 1984.
- Der Stern, auf dem wir leben. Verse für Zeitgenossen. Mit Zeichnungen von Werner Klemke. Rowohlt, Reinbek 1984.
- Die paar leuchtenden Jahre. Deutscher Taschenbuchverlag (dtv 13149), München 2003, ISBN 978-3-423-13149-0.
- Liebesgedichte. Ausgewählt von Elke Heidenreich, Insel Taschenbuch (it 3263), Frankfurt am Main 2007, ISBN 978-3-458-34963-1.
- Mein Lied geht weiter. Hundert Gedichte. Deutscher Taschenbuchverlag (dtv 13563), München 2007, ISBN 978-3-423-13563-4.
- Sämtliche Werke und Briefe in vier Bänden. Herausgegeben und kommentiert von Jutta Rosenkranz. Bd. 1: Werke. Bd. 2: Briefe 1932–1962. Bd. III: Briefe 1963–1975. Bd. IV: Kommentar. Deutscher Taschenbuch Verlag, München 2012, ISBN 978-3-423-59086-0.

Písňové texty
- Auf eine Leierkastenmelodie (Musik: Edmund Nick)
- Das letzte Mal (Musik: Jochen Breuer)
- Der nächste Morgen (Musik: Jochen Breuer)
- Judengliebe a.D. (Musik: Jochen Breuer)
- Quasi ein Mahnbrief (Musik: Edmund Nick)
- Angebrochener Abend (Musik: Edmund Nick und Günter Gall)
- Bist du noch wach? (Musik: Dorot Kreusch-Jakob)
- Chor der Kriegswaisen (Musik: Konstantin Wecker)
- Der Sternanzünder (Musik: Dorot Kreusch-Jakob)
- Enfant Terrible (Musik: Roger Henschel)
- Gib mir deine kleine Hand (Musik: Dorot Kreusch-Jakob)
- Ich freu mich (Musik: Günter Sonneborn)
- Kleines Liebeslied (Musik: Rainer Bielfeldt)
- Langes Weilchen (Musik: Dorot Kreusch-Jakob)
- Mannequins (Musik: Friedrich Meyer)
- Sozusagen ein Mailied (Musik: Karl-Heinz Heydecke)
- Ursache unbekannt (Musik: Bettina Hirschberg)
- Zeitgemäßer Liebesbrief (Musik: Wolfgang Meyering)